# Arthur Duray
Arthur Duray (ur. 9 lutego 1882 w Nowym Jorku, zm. 11 lutego 1954) – francuski kierowca i konstruktor samochodowy. W 1903 roku Duray ustanowił rekord prędkości wynoszący 134,31 km/h. W latach 1905–1907 jeździł dla zespołu Dietrich od 1912 roku zaczął jeździć w niższych klasach wyścigowych. W 1913 roku zajął 2. miejsce w wyścigu Indianapolis 500 Po I wojnie światowej kontynuował karierę w kilku niższych klasach samochodów wyścigowych. Na emeryturę odszedł w 1921 roku.